# Manifestación del 14 de febrero de 1936
La manifestación del 14 de febrero de 1936, también llamada como Masacre de febrero, fue una protesta ocurrida en Caracas el 14 de febrero de 1936. Los hechos sangrientos ocurridos con motivo de la represión de dicha manifestación motivaron la destitución inmediata y el arresto temporal del gobernador del Distrito Federal Félix Galavis. El presidente López accedió parcialmente a las peticiones.

## Antecedentes
Tras la muerte de Juan Vicente Gómez, el 17 de diciembre de 1935, el congreso encargó de la presidencia interina al ministro de guerra y marina, el general Eleazar López Contreras. Se trataba de un gomecista moderado, cuya actuación no había dejado huellas de hostilidad, por lo que a su entrada a Caracas fue recibido con simpatía.
El 28 de enero de 1936 el entonces gobernador del Distrito Federal, Félix Galavís, crea una Oficina de Censura en la gobernación. Galavís decreta la prohibición de las reuniones de más de 3 personas, la propaganda comunista, la publicidad de carteles y artículos de prensa sin previa autorización administrativa.
El 12 de febrero, el gobernador Félix Galavís emite un decreto de censura sobre medios de comunicación, prensa y radio. Por instrucciones del poder ejecutivo, la Junta de Censura interviene la prensa y la radio.

## Hechos

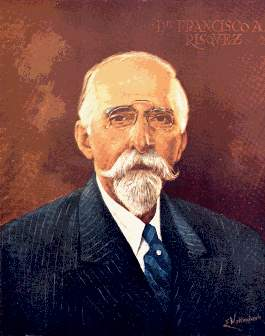
Francisco Antonio Risquez, rector de la Universidad Central de Venezuela y uno de los líderes de la marcha.

Alrededor de 15.000 a 20.000 personas marcharon desde la Plaza Bolívar de Caracas camino hasta el Palacio de Miraflores. La movilización estuvo conformada por gremios, trabajadores y de la Federación de Estudiantes de Venezuela (FEV), junto a diferentes activistas políticos, lo que representó la marcha cívica más importante realizada hasta la fecha. Un sector de los manifestantes se acercó hasta la gobernación con el grito de “no somos comunistas” y “queremos garantías”, siendo atacados por soldados armados del Estado que se encontraban acantonados en los balcones del palacio de gobernación. La manifestación fue disuelta con una descargas de disparos que duró por tres minutos. Los disparos dejaron a un saldo de 6 muertos y 150 heridos.
A Félix Galavís se le atribuyó la orden de disparar, aunque negó la responsabilidad. Posteriormente se desencadenaron saqueos, principalmente contra gomecistas conocidos. Cien viviendas y negocios fueron destruidos, y familiares principales de Juan Vicente Gómez abandonaron Venezuela en un barco hacia Curazao.
La Federación de Estudiantes de Venezuela organizó una manifestación que salió desde la Universidad Central de Venezuela (UCV) en la tarde, encabezada por el rector de la universidad, Francisco Antonio Rísquez, líderes opositores y dirigentes tanto estudiantiles como sindicales de Caracas. Los manifestantes protestaron contra la censura y exigían la salida de los gomecistas del poder y democratización. La marcha se detuvo al frente del Palacio de Miraflores y una comisión se reunión con el presidente Eleazar López Contreras. Después de la reunión, López Contreras accedió a revocar la suspensión de garantías constitucionales en un plazo de 15 días y de castigar a los responsables de las muertes ocurridas en la mañana.

## Desenlace
El diario La Esfera publicó una nota en la que se afirmaba que la marcha encabezada por el rector Francisco Antonio Rísquez fue «la manifestación cívica más importante jamás efectuada en nuestro país». Ante tales hechos el presidente Eleazar López Contreras prometió restituir las garantías constitucionales, ese mismo día, el gobernador Félix Galavís fue destituido de su cargo y reemplazado por el general Elbano Mibelli, opositor al gomecismo. Galavís fue detenido y juzgado, aunque posteriormente fue liberado, al no podérsele imputar cargos penales.
El 15 de febrero una muchedumbre también se dirigió a las oficinas del periódico El Universal con la intención de saquearlo. El director Pedro Sotillo, la enfrentó y la arengó sobre la importancia de la prensa para las personas. Acto seguido, lanzó el busto dorado de Juan Vicente Gómez que había presidido la oficina de redacción por muchos años. La gente se retiró ante este acto.
López Contreras anunció la derogación del decreto de censura a los medios y el enjuiciamiento de Félix Galavís. Después, sustituyó a individuos gomecistas de cargos gubernamentales por personajes como Alberto Adriani, Alejandro Lara, Caracciolo Parra Pérez, Francisco Hermógenes Rivero, Isaías Medina Angarita, Néstor Luis Pérez y Rómulo Gallegos.